# Angelo Bianchi
Angelo Bianchi (Casalpusterlengo, 20 dicembre 1892 – Padova, 24 settembre 1970) è stato un geologo e mineralogista italiano.

## Biografia
Laureatosi in scienze naturali all'Università di Pavia nel 1915, si è dedicato alla mineralogia, diventando allievo e assistente di Luigi Brugnatelli. Nel 1923 ha ottenuto la cattedra di mineralogia all'Università di Padova, dove è rimasto fino al collocamento a risposo. Nel 1932 gli è stato assegnato il premio reale per la mineralogia  dall'Accademia Nazionale dei Lincei. Dal 1947 al 1964 ha diretto il Centro di studio per la petrografia e la geologia del CNR. Nei periodi 1941-1943 e 1949-1952 è stato preside della facoltà di scienze dell'ateneo di Padova.
Sotto il profilo scientifico si è occupato di geomorfologia e di ricerche specie a carattere chimico sui minerali del Miage e della Val d'Ossola. Ha compiuto anche ricerche petrografiche nelle isole Egee e sul Gruppo dell'Adamello. Autore di oltre 60 pubblicazioni, membro delle principali accademie e istituzioni scientifiche nazionali, fra le quali l'Accademia Nazionale dei Lincei, l'Accademia detta dei LX, l'Accademia delle Scienze di Torino, l'Istituto veneto di scienze, lettere ed arti, l'Accademia Galileiana di Scienze, Lettere ed Arti, Bianchi è stato presidente della Società Geologica Italiana nel 1937.

## Opere principali
- Mineralogia, Cedam, Padova (6 edizioni);
- Litologia e geologia, Cedam, Padova (5 edizioni);
- Corso di mineralogia con elementi di petrografia, Cedam, Padova (12 edizioni).